# Cofradía de Navolato
Cofradía de Navolato är en ort i Mexiko.   Den ligger i kommunen Navolato och delstaten Sinaloa, i den västra delen av landet, 1 100 km nordväst om huvudstaden Mexico City. Cofradía de Navolato ligger 19 meter över havet och antalet invånare är 1 503.
Terrängen runt Cofradía de Navolato är mycket platt. Runt Cofradía de Navolato är det ganska tätbefolkat, med 155 invånare per kvadratkilometer. Närmaste större samhälle är Navolato, 5,5 km väster om Cofradía de Navolato. Trakten runt Cofradía de Navolato består till största delen av jordbruksmark.